# Lovad vare du, Herre
Lovad vare du, Herre är en psalm av Eva Norberg som diktades år 1980 och musiken kommer från södra Afrika.

## Publicerad i
- Den svenska psalmboken 1986 som nr 360 under rubriken "Jesus, vår Herre och broder".
- Sång i Guds värld Tillägg till Svensk psalmbok för den evangelisk-lutherska kyrkan i Finland 2015 som nr 866 under rubriken "Gudstjänstlivet".